# KAAL
KAAL was een Amsterdams muziekgezelschap dat Nederlandstalig repertoire uitvoert.
KAAL werd opgericht door de zanger, pianist, tekstschrijver en componist Sven Budding. De naam verwijst met een knipoog naar diens opvallende uiterlijke eigenschap, (kaalheid). KAAL debuteerde in het Amsterdamse theater De Engelenbak op dinsdag 3 december 2002.
De groep bestaat uit:
- Sven Budding - zang & piano
- Jean-Louis Goossens - gitaar
- Jean-Paul Goossens - drums & percussie
- Renate Jörg - accordeon
- Ivo Schouten - contrabas

Hun theaterprogramma's houden het midden tussen een concert en een cabaretoptreden.

## Optredens en prijzen
- 3 december 2002: Debuut in Theater de Engelenbak, Amsterdam
- 22 juni 2003: Winnaar singer-songwriter competitie op Juttersfestival.
- 14 oktober 2003: optreden (vertolking Leugenaar") in televisieprogramma Vara Laat
- 29 maart 2004: Derde plaats Wim Sonneveldprijs Amsterdams Kleinkunst Festival 2004
- 14 maart 2004: Muzikaal onthaal van Paolo Conte in Koninklijk Theater Carré.
  - Kaal is in verband hiermee regelmatig te gast in radioprogramma's als Spijkers met Koppen (VARA), Uit aan huis (RTVNH) en Desmet Live (Teleac).
- Voorjaar 2005: Deelname Sven Budding aan de NCRV Annie M.G. Schmidt-contest. Opname volgt van gedicht Een Dichter met Metropole Orkest en Cor Bakker op piano.
- Najaar 2005: Eerste theaterprogramma Zolderkamermuziek.
- 31 juli 2006: Eerbetoon aan Rolling Stones in de Amsterdam Arena - Nederlandstalige Rolling Stones single uitgebracht en aan de Stones overhandigd.
- 2007: Tweede theaterprogramma Jammer Dan (Unreleased)

Het programma Jammer Dan gaat nooit in première. In 2007 heft oprichter Sven Budding KAAL op. Budding besluit zich begin 2007 als componist en producer volledig te richten op een carrière achter de schermen. Tegenwoordig componeert en produceert hij muziek voor tv-programma's en radio- en tv-commercials.